# Madonna e religião

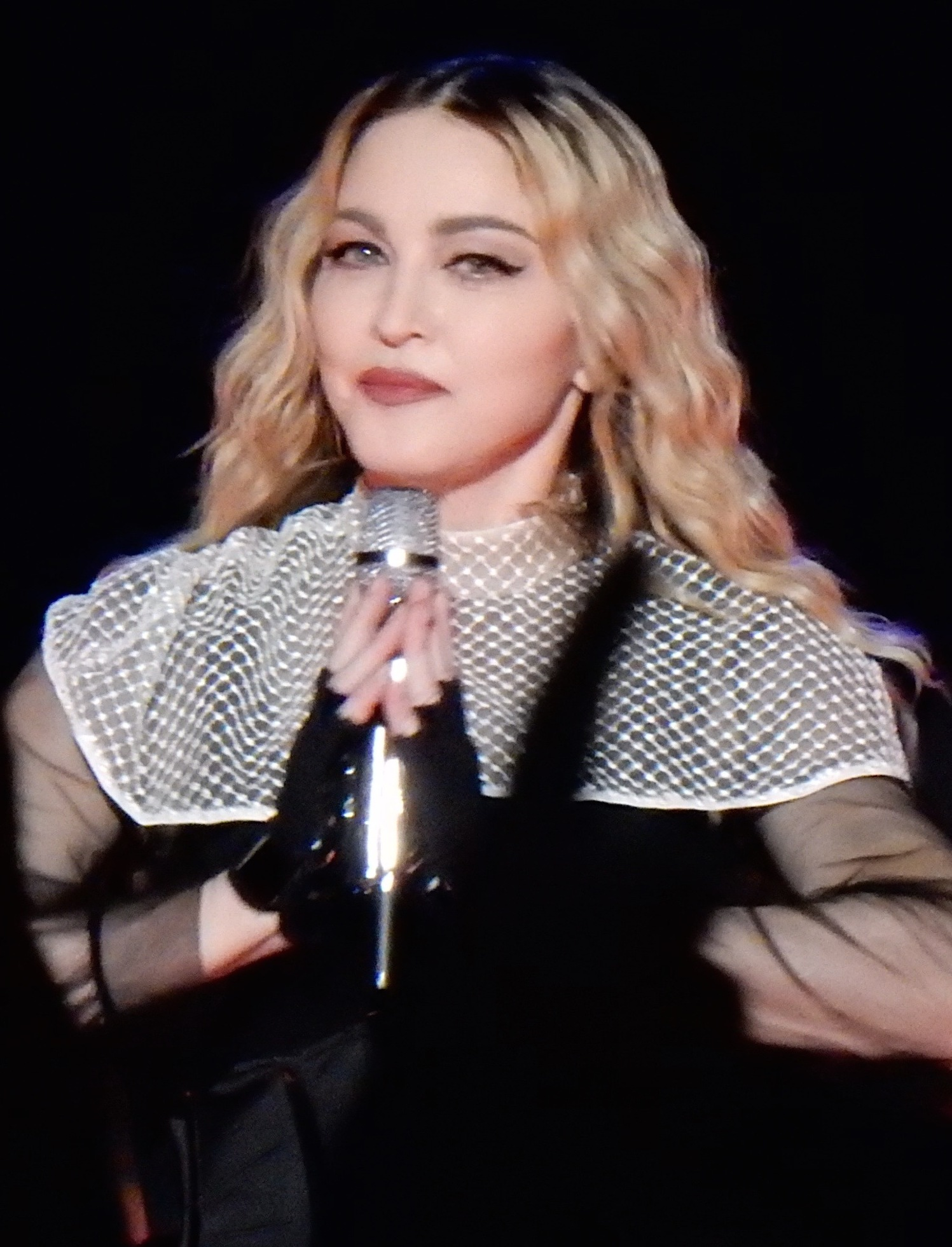
Madonna em sua Rebel Heart Tour em 2015

Madonna é uma cantora e compositora ítalo-americana criada como católica (nascida em 1958), que incorporou em suas obras referências abundantes de temas religiosos de diferentes religiões e práticas espirituais, incluindo cristianismo (ou seja, catolicismo), hinduísmo, budismo, sufismo, e cabala, entre outros. Um acadêmico a descreveu como "talvez a primeira artista de nosso tempo a empregar rotineiramente e com sucesso imagens de muitas culturas espirituais e múltiplas tradições religiosas". Vários teólogos, acadêmicos, e sociólogos da religião, entre outros, estudaram a figura de Madonna em suas áreas, gerando tanto elogios quanto polêmicas. O professor Arthur Asa Berger resumiu que Madonna levantou aos autores muitas questões sobre religião.

## Interesse da crítica
O sucesso de Madonna como estrela pop internacional não pode ser desconectado da história religiosa que ela criou por meio de seu relacionamento com uma série de autoridades religiosas—católicas, hindus, e judaicas—e a quem ela incitou a responder às suas ostensivas profanações.

—Diane Winston, professora de religião e mídia (2012).
Muitas obras de Madonna viram dedicadas análises de suas conotações religiosas. No livro Oh Fashion (1994), das professoras Shari Benstock e Suzanne Ferriss, o acadêmico Douglas Kellner engloba as imagens religiosas de Madonna em seus vídeos junto com outras abordagens, para depois descrevê-los como "textos culturais altamente complexos que permitem uma multiplicidade de leituras". Em Religion and Popular Culture (2016), "Like a Prayer" é descrito como o vídeo mais estudado de Madonna e "talvez mais do que qualquer outro videoclipe inspirou análises acadêmicas de seus significados religiosos". O acadêmico de estudos religiosos Mark D. Hulsether, abordou o impacto deste trabalho nesses campos, apontando que "necessidade de maior atenção às dimensões religiosas de outras canções populares", e vê o vídeo como estando "entre as declarações mais poderosas de alguns dos principais temas das teologias de libertação".
De um modo geral, o jornalista americano Ricardo Baca explicou que muito foi escrito no mundo acadêmico sobre a influência de Madonna na cultura popular, incluindo a religião, e alguns desses comentários foram categorizados sob sua subdisciplina acadêmica de "estudos sobre Madonna". O escritor americano Andi Zeisler também afirma que aulas sobre a iconografia católica de Madonna, juntamente com outras abordagens, floresceram principalmente na década de 1990. O professor Thomas Ferraro documentou que no início daquela década, "o impacto de Madonna representou um quebra-cabeça expressamente religioso". Principalmente naquela década, Madonna era um "tópico favorito" para fundamentalistas religiosos, que junto com outros críticos, cada um dos quais tinha sua própria opinião sobre o papel dela na sociedade americana. Por outro lado, outros acadêmicos de estudos religiosos, como James R. Lewis, documentaram Madonna nas perspectivas da astrologia.